# Cynthia Bolingo Mbongo
Cynthia Maduengele Bolingo Mbongo (Ukkel, 12 januari 1993) is een Belgische atlete van Congolese afkomst, die is gespecialiseerd in de sprint. Zij werd zesmaal Belgisch kampioene. 

## Biografie
Bolingo werd in 2015 voor het eerst Belgisch indoorkampioene op de 400 m. Op een meeting in Oordegem liep ze de 200 m in 23,11 s en plaatste zich daarmee voor de wereldkampioenschappen in Peking en de Olympische Spelen in Rio de Janeiro. Op beide toernooien kwam zij op de 200 m echter niet verder dan de series.
In 2018 verbeterde ze samen met Margo Van Puyvelde, Hanne Claes en Camille Laus tijdens een meeting in Bern het 38 jaar oude Belgische record op de 4 x 400 m estafette naar 3.29,06. Dit was ook voldoende voor deelname aan de Europese kampioenschappen later dat jaar in Berlijn. Individueel kon ze zich met een persoonlijk record van 52,07 s tijdens een atletiekmeeting in La Chaux-de-Fonds ook plaatsen voor de EK. Op de 400 m werd ze uitgeschakeld in de halve finale. Met het estafetteteam behaalde ze samen met Hanne Claes, Justien Grillet en Camille Laus in een Belgisch record de vierde plaats.
Begin 2019 verbeterde Bolingo de Belgische indoorrecords op zowel de 400 m als op de 300 m. Op de Europese indoorkampioenschappen in de Commonwealth Arena in Glasgow behaalde ze met een Belgisch record de finale van de 400 m. In die finale miste ze met slechts één honderdste de titel. Een blessure hield haar daarna meer dan een jaar buiten strijd. Na haar wederoptreden verbeterde ze in augustus 2020 tijdens de Nacht van de Atletiek het Belgisch record op de 300 m.
Op de Europese indoorkampioenschappen van 2021 in Toruń behaalde ze een zesde plaats in de halve finale. Begin juni dat jaar verbeterde ze het Belgisch record van Kim Gevaert op de 400 m naar 50,75 s. Met die prestatie voldeed ze ook aan het minimum voor deelname aan de Olympische Spelen later dat jaar in Tokio.
Clubs
Bolingo is aangesloten bij Cercle Athlétique du Brabant Wallon (CABW).

## Belgische kampioenschappen
Outdoor
| Onderdeel | Jaar       |
| --------- | ---------- |
| 100 m     | 2017       |
| 200 m     | 2017, 2018 |

Indoor
| Onderdeel | Jaar             |
| --------- | ---------------- |
| 400 m     | 2015, 2019, 2021 |

## Persoonlijke records
Outdoor
| Onderdeel    | Prestatie     | Wind     | Datum            | Plaats    |
| ------------ | ------------- | -------- | ---------------- | --------- |
| 100 m        | 11,28 s       | +1,1 m/s | 19 juni 2021     | Nijvel    |
| 100 m horden | 13,97 s (NR)* | +0,6 m/s | 21 mei 2011      | Herve     |
| 200 m        | 22,79 s       | +1,2 m/s | 19 juni 2021     | Nijvel    |
| 300 m        | 36,47 s (NR)  |          | 6 augustus 2022  | Leuven    |
| 400 m        | 49,96 s (NR)  |          | 21 augustus 2023 | Boedapest |

* Record van Congo-Kinshasa
Indoor
| Onderdeel   | Prestatie    | Datum            | Plaats           |
| ----------- | ------------ | ---------------- | ---------------- |
| 60 m        | 7,25 s       | 26 februari 2022 | Louvain-la-Neuve |
| 60 m horden | 8,38 s       | 29 januari 2011  | Gent             |
| 200 m       | 24,92 s (NR) | 20 februari 2011 | Gent             |
| 300 m       | 36,69 s (NR) | 23 februari 2019 | Gent             |
| 400 m       | 51,62 s (NR) | 2 maart 2019     | Glasgow          |

## Palmares

### 60 m
- 2013:  BK indoor AC - 7,42 s

### 100 m
- 2017:  BK AC - 11,69 s
- 2020:  BK AC - 11,63 s

### 200 m
- 2013: 4e in serie EK U23 in Tampere - 23,96 s
- 2013:  Jeux de la Francophonie in Nice - 24,08 s
- 2015:  BK AC - 23,49 s
- 2015: 6e in serie WK in Peking - 23,45 s
- 2016:  BK AC - 23,46 s
- 2016: 8e in serie OS in Rio de Janeiro - 23,98 s
- 2017:  BK AC - 23,57 s
- 2017: 8e in ½ fin. Universiade te Tapei - 24,80 s (in serie 24,23 s)
- 2018:  BK AC - 23,68 s
- 2020:  BK AC - 23,43 s

### 400 m
- 2015:  BK indoor AC - 55,99 s
- 2015: 8e EK U23 in Tallinn - 52,82 s
- 2018:  BK indoor AC - 54,47 s
- 2018: 6e in ½ fin. EK in Berlijn - 51,92 s (in serie 51,69 s)
- 2019:  BK indoor AC – 52,70 s (NR)
- 2019:  EK indoor in Glasgow - 51,62 s (NR)
- 2021:  BK indoor AC – 52,72 s
- 2021: 6e in ½ fin. EK indoor in Toruń – 53,74 s (in serie 52,27 s)
- 2021:  FBK Games – 51,16 s
- 2022: 7e EK – 50,94 s
- 2023:  EK voor landenteams in Chorzów - 50,95 s
- 2023: 5e WK - 50,33 s (in ½ fin. 49,96 s)

Diamond League-resultaten
- 2023:  Memorial Van Damme - 50,09 s

### 4 × 100 m
- 2011: 5e EK U20 in Tallinn - 45,15 s
- 2013: DSQ fin. EK U23 in Tampere
- 2013:  Jeux de la Francophonie in Nice - 44,70 s

### 4 x 400 m
- 2018: 4e EK in Berlijn - 3.27,69 (NR)
- 2019: 5e EK indoor in Glasgow - 3.32,46 (NR)
- 2021: 7e World Athletics Relays in Chorzów - 3.37,66[11]
- 2022: 4e EK in München - 3.22,12 (NR)
- 2024: 4e WK indoor in Glasgow - 3.28,05 (NR)
- 2024:  EK in Rome - 3.22,95

### 4 x 400 m gemengd
- 2023:  EK voor landenteams in Chorzów - 3.12,97

## Onderscheidingen
- 2023: Gouden Spike